# Fred De Bruyne
Alfred De Bruyne, detto Fred (Berlare, 21 ottobre 1930 – Seillans, 4 febbraio 1994), è stato un ciclista su strada belga, professionista dal 1953 al 1961 e vincitore di tre Liegi-Bastogne-Liegi, oltre che di una Milano-Sanremo, di un Giro delle Fiandre e di una Parigi-Roubaix.

## Carriera
Ciclista dotato di una buona resistenza e di notevole velocità, fu uno dei massimi interpreti delle classiche di un giorno nel corso degli anni cinquanta. Aprì la carriera da professionista nel giugno 1953 con la Mercier-Hutchinson e nel 1954 si mise in evidenza con tre successi di tappa al Tour de France e il nono posto al Campionato del mondo. Nel 1955 giunse secondo al Giro di Lombardia.
Fu il 1956 a lanciarlo definitivamente, quando conquistò la classifica generale della Parigi-Nizza, la Milano-Sanremo, la Liegi-Bastogne-Liegi e tre tappe al Tour de France; si piazzò inoltre secondo alla Parigi-Roubaix dietro a Louison Bobet. L'anno dopo, passato alla Carpano, vinse la Parigi-Roubaix e il Giro delle Fiandre, strappando inoltre il successo alla Parigi-Tours proprio a Bobet; chiuse l'anno giungendo quinto al Campionato del mondo di Waregem. In queste due stagioni (1956 e 1957) riuscì ad imporsi in quattro delle cinque classiche monumento (non si impose solo nel Giro di Lombardia) ed entrando nel ristretto gruppo di corridori a riuscire in tale impresa, gruppo che comprende Louison Bobet, Germain Derycke, Hennie Kuiper e Sean Kelly. 
Nel 1958 colse il bis sia alla Liegi-Bastogne-Liegi, sia alla Parigi-Nizza, facendo suo per la terza volta consecutiva il Challenge Desgrange-Colombo. Nel 1959 vinse nuovamente la Liegi-Bastogne-Liegi. La stagione 1960 fu il punto d'arresto della sua carriera: un brutto incidente d'auto gli procurò ingenti ferite, dalle quali non si riprese mai completamente. Nel 1961 provò a ritornare alle corse vestendo la maglia della Baratti-Milano, ma si impose solo alla Kuurne-Bruxelles-Kuurne.
Dopo il ritiro dalle corse rimase nell'ambiente del ciclismo prima come direttore sportivo (alla Flandria e alla DAF Trucks tra fine anni settanta e primi anni ottanta) e poi come telecronista. Morì di tumore nel 1994, a soli sessantatré anni.

## Palmarès

### Strada
- 1953 (Mercier-Hutchinson, due vittorie)

Giro delle Fiandre indipendenti
2ª tappa Circuit des Six Provinces
- 1954 (Mercier-BP-Hutchinson, cinque vittorie)

Omloop Oost-Vlaanderen
2ª tappa Circuit des Six Provinces
8ª tappa Tour de France (Vannes > Angers)
13ª tappa Tour de France (Luchon > Tolosa)
22ª tappa Tour de France (Nancy > Troyes)
1955 (Mercier-BP-Hutchinson)
Omloop van Midden-België
Grand Prix Moerenhout
2ª tappa, 1ª semitappa Dwars door België
4ª tappa Tour du Sud-Est
- 1956 (Mercier-BP-Hutchinson)

1ª tappa Parigi-Nizza (Parigi > Clamecy)
4ª tappa, 2ª semitappa Parigi-Nizza (Apt > Manosque, cronometro)
Classifica generale Parigi-Nizza
Milano-Sanremo
Liegi-Bastogne-Liegi
2ª tappa Tour de France (Liegi > Lilla)
6ª tappa Tour de France (Saint-Malo > Lorient)
10ª tappa Tour de France (Bordeaux > Bayonne)
- 1957 (Carpano-Coppi, cinque vittorie)

Sassari-Cagliari
Giro delle Fiandre
Parigi-Roubaix
8ª tappa, 2ª semitappa Gran Premio Ciclomotoristico (Rieti > Rieti)
Parigi-Tours
- 1958 (Carpano, due vittorie)

Classifica generale Parigi-Nizza
Liegi-Bastogne-Liegi
- 1959 (Peugeot-BP-Dunlop, una vittoria)

Liegi-Bastogne-Liegi
- 1961 (Baratti-Milano, una vittoria)

Kuurne-Bruxelles-Kuurne

#### Altri successi
- 1953 (Mercier-BP-Hutchinson)

Bladen
Gentbruggen
Bosbeek - Brussegem
- 1954 (Mercier-BP-Hutchinson)

Berlare
- 1955 (Mercier-BP-Hutchinson)

Zele
Nederbrakel
- 1956 (Mercier-BP-Hutchinson)

Criterium d'Aalst
Challenge Desgrange-Colombo
- 1957 (Carpano-Coppi)

Berlare
Challenge Desgrange-Colombo
Criterium di Gemboux
- 1958 (Carpano)

Criterium di Bruxelles (dietro derny)
Criterium di Gand (dietro derny)
Criterium di Maison-Lousteau
Berlare
Challenge Desgrange-Colombo
- 1959 (Peugeot-BP-Dunlop)

Criterium di Mondovì
Criterium d'Offin
- 1960 (Carpano)

Criterium di Zedelgeem (dietro derny)

### Pista
- 1957

Sei giorni di Gand (con Rik Van Steenbergen)
- 1959

Sei giorni di Gand (con Rik Van Steenbergen)

## Piazzamenti

### Grandi Giri
- Giro d'Italia

1958: 16º
- Tour de France

1953: 52º
1954: 36º
1955: 17º
1956: 20º
1957: non partito (10ª tappa)
1959: 30º

### Classiche monumento
- Milano-Sanremo

1956: vincitore
1957: 2º
1958: 6º
1959: 33º
1960: 13º
1961: 59º
- Giro delle Fiandre

1956: 36º
1957: vincitore
1958: 10º
1959: 18º
1960: 12º
- Parigi-Roubaix

1954: 29º
1956: 2º
1957: vincitore
1958: 6º
1959: 6º
1960: 35º
- Liegi-Bastogne-Liegi

1956: vincitore
1958: vincitore
1959: vincitore
1960: 48º
- Giro di Lombardia

1955: 2º
1956: 9º
1958: 27º
1959: 21º

### Competizioni mondiali
- Campionati del mondo su strada

Solingen 1954 - In linea professionisti: 9º
Frascati 1955 - In linea professionisti: ritirato
Ballerup 1956 - In linea professionisti: 5º
Waregem 1957 - In linea professionisti: 5º
Reims 1958 - In linea professionisti: ritirato